# Polycentropus carioca
Polycentropus carioca – gatunek chruścika z rodziny przyocznicowatych i podrodziny Polycentropodinae.
Gatunek ten opisany został po raz pierwszy w 2011 roku przez Stevena W. Hamiltona i Ralpha W. Holzenthala na łamach „ZooKeys”. Jako lokalizację typową wskazano Rio Beija-flor w Parku Narodowym Serra dos Órgãos w brazylijskim stanie Rio de Janeiro. Epitet gatunkowy jest demonimem oznaczającym mieszkańca Rio de Janeiro.
Chruścik o ciemnobrązowym ciele i ciemnobrązowych lub czarnych odnóżach. Skrzydło przednie osiąga 7 mm długości. Brak na skrzydle łatek z jaśniejszych szczecinek, dominują delikatne szczecinki czarne. Odwłok samca ma szerokie, prawie okrągłe w widoku bocznym, a w widoku brzusznym kwadratowe z lekko przewężonymi pośrodku bokami oraz przeciętnie mocno wklęśniętym brzegiem tylnym dziewiąte sternum. Bardzo długa, dłuższa niż wysokość odwłoka, wyprostowana, w widoku grzbietowym na niemal całej długości równośrednicowa i tylko u szczytu stopniowo zwężona przysadka pośrednia ma niezmodyfikowaną nasadę. Przysadka preanalna ma przeciętnie długi, palcowaty, u szczytu zaokrąglony wyrostek mezolateralny połączony wąsko podstawą z grzbietową częścią doogonowo-brzusznie skierowanego, szeroko ściętego wyrostka mezowentralnego tejże przysadki. Przysadka dolna jest w widoku brzusznym rombowata, najszersza u szczytu, z kolei w widoku bocznym krótka, nieco trójkątna, o zaokrąglonym poniżej płytkiego ogonowego wcięcia brzegu tylno-brzusznym, stosunkowo wysokiej, od góry zaokrąglonej flance grzbietowo-bocznej, dużym, wąskim, sterczącym, nasadowo umieszczonym kolcu mezowentralnym oraz pozbawiona kolca kaudalnomezalnego. Przeciętnie krótka fallobaza ma jeden wierzchołek, wąskie pasmo zesklerotyzowane endoteki i wąski w widoku grzbietowym skleryt fallotremy. Y-kształtny skleryt subfalliczny ma nóżkę z szerokimi wypustkami bocznymi i długie ramiona.
Owad neotropikalny, endemiczny dla Brazylii.